# Achternmeer
Achternmeer ist ein Ortsteil der Gemeinde Wardenburg im Landkreis Oldenburg im nordwestlichen Niedersachsen.

## Geschichte und Namensgebung
Die Siedlung wurde am 11. August 1817 gegründet. Die ersten drei Höfe mit etwa 7 Hektar Land wurden „hinter dem großen Meer“, dem heutigen Denkmalsweg, errichtet. Der Name „Achternmeer“ stammt aus dem plattdeutschen „Achtern Meer“, also ‚Hinterm Meer‘. Der Name entstand, da früher ein Großteil des Landes hinter der Ortschaft aus Moor bestand und deshalb „Meer“ genannt wurde.

## Geografische Lage
Die Ortschaft befindet sich etwa zehn Kilometer südwestlich von Oldenburg in der Gemeinde Wardenburg zwischen den Orten Westerholt, Harbern und Südmoslesfehn.

### Korsorsberg
Der Korsorsberg, welcher bis 1985 noch eine Höhe von 19,5 Metern über Null betrug und heute aufgrund des Sandabbaus bei 12,5 Metern liegt, war Teil eines Geestrückens, welcher sich von hier nach Südosten zieht. Er war der Namensgeber für diverse Straßen, Vereine sowie eine Gaststätte. Der ehemalige Vermessungspunkt auf dem Korsorberg wurde 2004 wieder hergestellt.

## Bildung
Im direkten Ortskern von Achternmeer befindet sich die Grundschule, die als volle Halbtagsschule organisiert ist, mit ca. 160 Schülerinnen und Schülern aus den Ortschaften Achternmeer, Südmoslesfehn, Westerholt (Wardenburg), Benthullen und Harbern. Die Grundschule Achternmeer ist seit dem Schuljahr 2005/2006 eigenverantwortlich. Seit 1998 nimmt die Schule an den Ausschreibungen der europäischen Umweltbildungsstiftung „Umweltschule in Europa“ teil. Schon drei Mal wurde die Schule wegen ihrer erfolgreich durchgeführten und dokumentierten Umweltprojekte: Moor, Regenwurm, Apfelprojekt, Müll und Draußentage mit Urkunden
und den Flaggen „Umweltschule in Europa“ ausgezeichnet.
Außerdem befindet sich gleich neben der Grundschule der Kindergarten.

## Natur und Naherholungsgebiete
Seit den 1980er Jahren ist der in der Sandkuhle entstandene Badesee Westerholt von der Gemeinde Wardenburg als Badesee freigegeben. Dort befinden sich in einem Gebäude mit Sanitäranlagen auch ein Kiosk und eine DLRG Station.
In den Sommermonaten ist der See an Wochenenden durch die DLRG bewacht, in den Sommerferien zusätzlich unter der Woche durch das Hallenbadpersonal des Hallenbades Wardenburg.
Die Zufahrt zum See erfolgt über den Korsorsberg.

## Kultur und Sehenswürdigkeiten

### Sport
In Achternmer gibt es vielfältige Möglichkeiten sportlichen Aktivitäten nachzugehen. Die beiden bekanntesten Vereine hierfür sind der 1969 gegründete Sportverein SV Achternmeer und der 1974 gegründete Judoclub Achternmeer / Hundsmühlen.

### Regelmäßige Veranstaltungen
Am 3. Septemberwochenende findet alljährlich das Erntefest statt, bei dem geschmückte Umzugswagen und kostümierte Fußgruppen auftreten.
Immer am Ostersonntag findet am Achternmeerer Feuerwehrhaus das stets gut besuchte Osterfest statt.